# Grand Prix automobile de Tunisie 1933

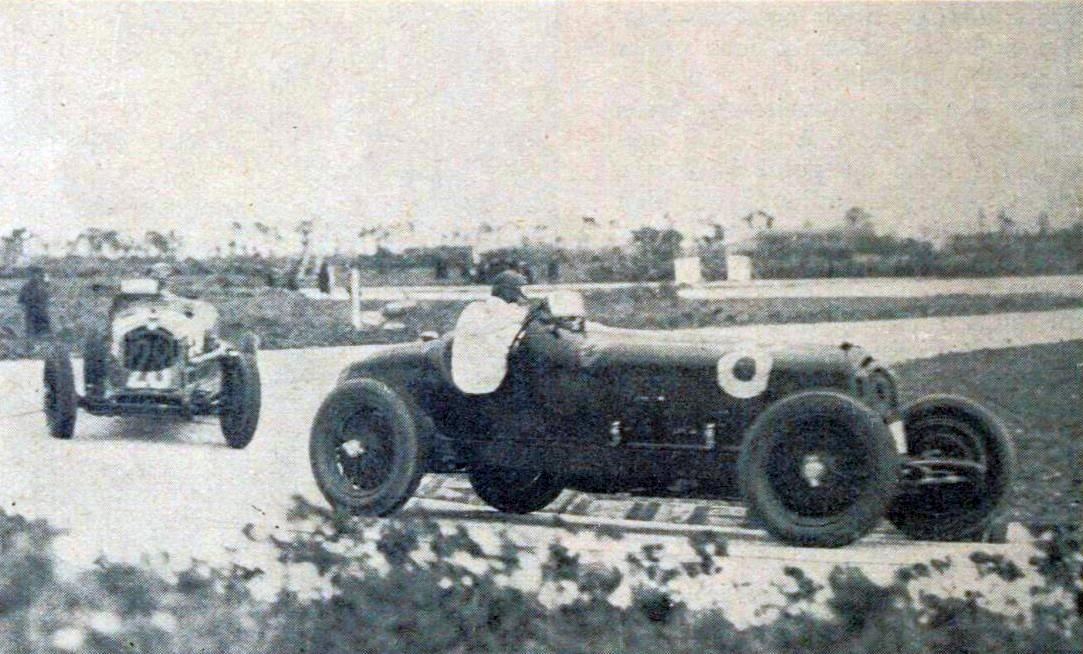
Baconin Borzacchini (8) et Tazio Nuvolari (28), vainqueur du Grand Prix de Tunis 1933.

Le Grand Prix automobile de Tunisie 1933 est un Grand Prix qui s'est tenu sur le circuit de Carthage le 26 mars 1933.

## Grille de départ
| 1re ligne | Pos. 3               | Pos. 2              | Pos. 1                          |
| --------- | -------------------- | ------------------- | ------------------------------- |
|           | *                    | Moll Bugatti        | Toselli Bugatti                 |
| 2e ligne  | Pos. 6               | Pos. 5              | Pos. 4                          |
|           | Brunet Bugatti       | Zanelli Alfa Romeo  | Borzacchini Alfa Romeo          |
| 3e ligne  | Pos. 9               | Pos. 8              | Pos. 7                          |
|           | Braillard Bugatti    | Czaykowski Bugatti  | Pietsch Alfa Romeo              |
| 4e ligne  | Pos. 12              | Pos. 11             | Pos. 10                         |
|           | Sommer Maserati      | Premioli PBM        | Gaupillat Bugatti               |
| 5e ligne  | Pos. 15              | Pos. 14             | Pos. 13                         |
|           | Villars Alfa Romeo   | Nuvolari Alfa Romeo | Falchetto Bugatti               |
| 6e ligne  | Pos. 18              | Pos. 17             | Pos. 16                         |
|           | Étancelin Alfa Romeo | Zehender Maserati   | Von Waldthausen (de) Alfa Romeo |
| 7e ligne  | Pos. 21              | Pos. 20             | Pos. 19                         |
|           | Fagioli Maserati     | Lehoux Bugatti      | Varzi Bugatti                   |

## Classement de la course
| Pos. | no | Pilote                     | Écurie                     | Châssis                        | Tours | Temps/Abandon                  | Grille |
| ---- | -- | -------------------------- | -------------------------- | ------------------------------ | ----- | ------------------------------ | ------ |
| 1    | 28 | Tazio Nuvolari             | Scuderia Ferrari           | Alfa Romeo 8C 2600             | 37    | 3 h 29 min 15 s 4 (134,9 km/h) | 14     |
| 2    | 8  | Baconin Borzacchini        | Scuderia Ferrari           | Alfa Romeo 8C 2300             | 37    | + 0 s 2                        | 4      |
| 3    | 34 | Goffredo Zehender          | Privé                      | Maserati 8C 2800               | 37    | + 11 min 58 s 0                | 17     |
| 4    | 32 | Horst von Waldthausen (de) | Équipe Villars-Waldthausen | Alfa Romeo 8C 2300             | 37    | + 12 min 1 s 0                 | 16     |
| 5    | 26 | Benoît Falchetto           | Privé                      | Bugatti Type 35B               | 37    | + 12 min 18 s 6                | 13     |
| 6    | 2  | Frédéric Toselli           | Privé                      | Bugatti Type 51A               | 37    | + 15 min 54 s 2                | 1      |
| 7    | 14 | Paul Pietsch               | Privé                      | Alfa Romeo 8C 2300             | 37    | + 17 min 17 s 2                | 7      |
| 8    | 44 | Juan Zanelli               | Privé                      | Alfa Romeo 8C 2300             | 37    | + 19 h 7 min 2 s               | 5      |
| 9    | 4  | Guy Moll                   | Privé                      | Bugatti Type 35C               | 36    | Panne d'essence                | 2      |
| 10   | 30 | Julio Villars              | Équipe Villars-Waldthausen | Alfa Romeo 8C 2300             | 36    | + 1 tour                       | 15     |
| 11   | 32 | Louis Braillard            | Privé                      | Bugatti Type 35B               | 35    | + 2 tours                      | 9      |
| Abd. | 36 | Philippe Étancelin         | Privé                      | Alfa Romeo 8C 2300             | 21    | Essieu arrière                 | 18     |
| Abd. | 20 | Jean Gaupillat             | Privé                      | Bugatti Type 51                | 15    | Pression d'huile               | 10     |
| Abd. | 12 | Robert Brunet              | Privé                      | Bugatti Type 51                | 14    | Pression d'huile               | 6      |
| Abd. | 42 | Luigi Fagioli              | Officine Alfieri Maserati  | Maserati 8C 3000               | 12    | Panne de magnéto               | 21     |
| Abd. | 38 | Achille Varzi              | Automobiles Ettore Bugatti | Bugatti Type 51                | 11    | Arbre de transmission          | 19     |
| Abd. | 22 | Luigi Premoli              | Privé                      | PBM (Premoli Bugatti Maserati) | 8     | Transmission                   | 11     |
| Abd. | 16 | Stanisław Czaykowski       | Privé                      | Bugatti Type 51                | 6     | Pompe à essence                | 8      |
| Abd. | 40 | Marcel Lehoux              | Privé                      | Bugatti Type 51                | 6     | Piston                         | 20     |
| Abd. | 24 | Raymond Sommer             | Privé                      | Maserati 8CM                   | 5     | Magnéto                        | 12     |
| Np.  | 6  | László Hartmann            | Privé                      | Bugatti Type 51                |       | Non partant                    |        |
| Np.  |    | Pierre Veyron              | Automobiles Ettore Bugatti | Bugatti Type 51                |       | Non partant                    |        |
| Np.  |    | Louis Joly                 | Privé                      | Bugatti ou Maserati            |       | Non partant                    |        |
| Np.  |    | Pietro Ghersi              | Privé                      | Bugatti                        |       | Non partant                    |        |

- Légende : Abd. = Abandon - Np. = Non partant.

## Pole position et record du tour
- Pole position :  Frédéric Toselli (Bugatti).
- Meilleur tour en course :  Tazio Nuvolari (Alfa Romeo) en 7 min 5 s 5 (150,1 km/h) au septième tour.